# Vollon & Brun
Pour les articles homonymes, voir VB.
 (janvier 2022).
Vollon & Brun, abrégé en VB, est un fabricant de trains miniatures français, actif dans les années d'après-guerre. Il a pour slogan : la grande marque des petits trains.
La marque VB est ensuite reprise par Lines Bros (en), distributeur de Tri-ang Railways (en), puis par Daniel Lejeune. 
L'entreprise n'a plus d'existence commerciale depuis 1972 mais vit à travers la passion des collectionneurs.

## Historique

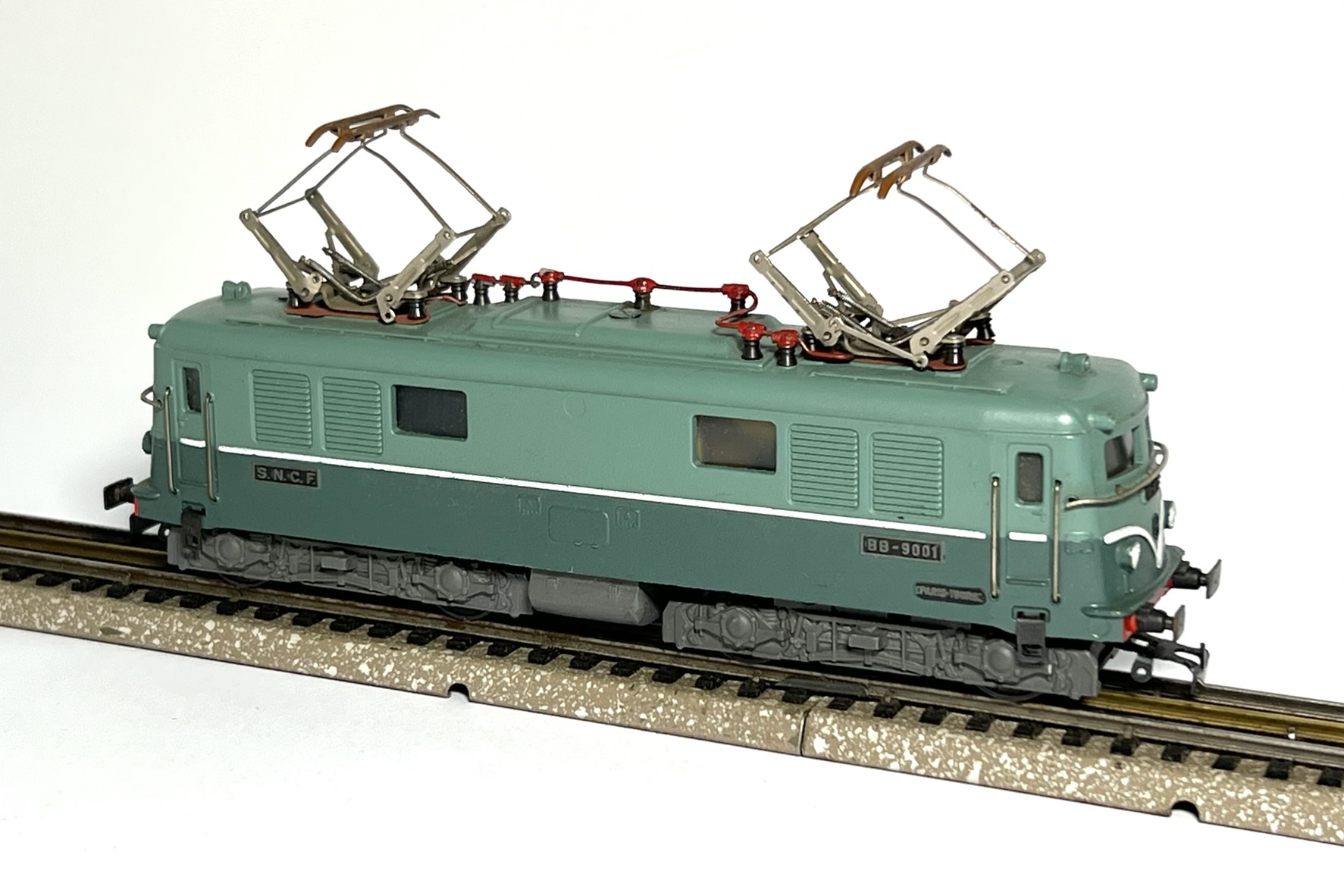
Locomotive BB 9001 SNCF de VB.

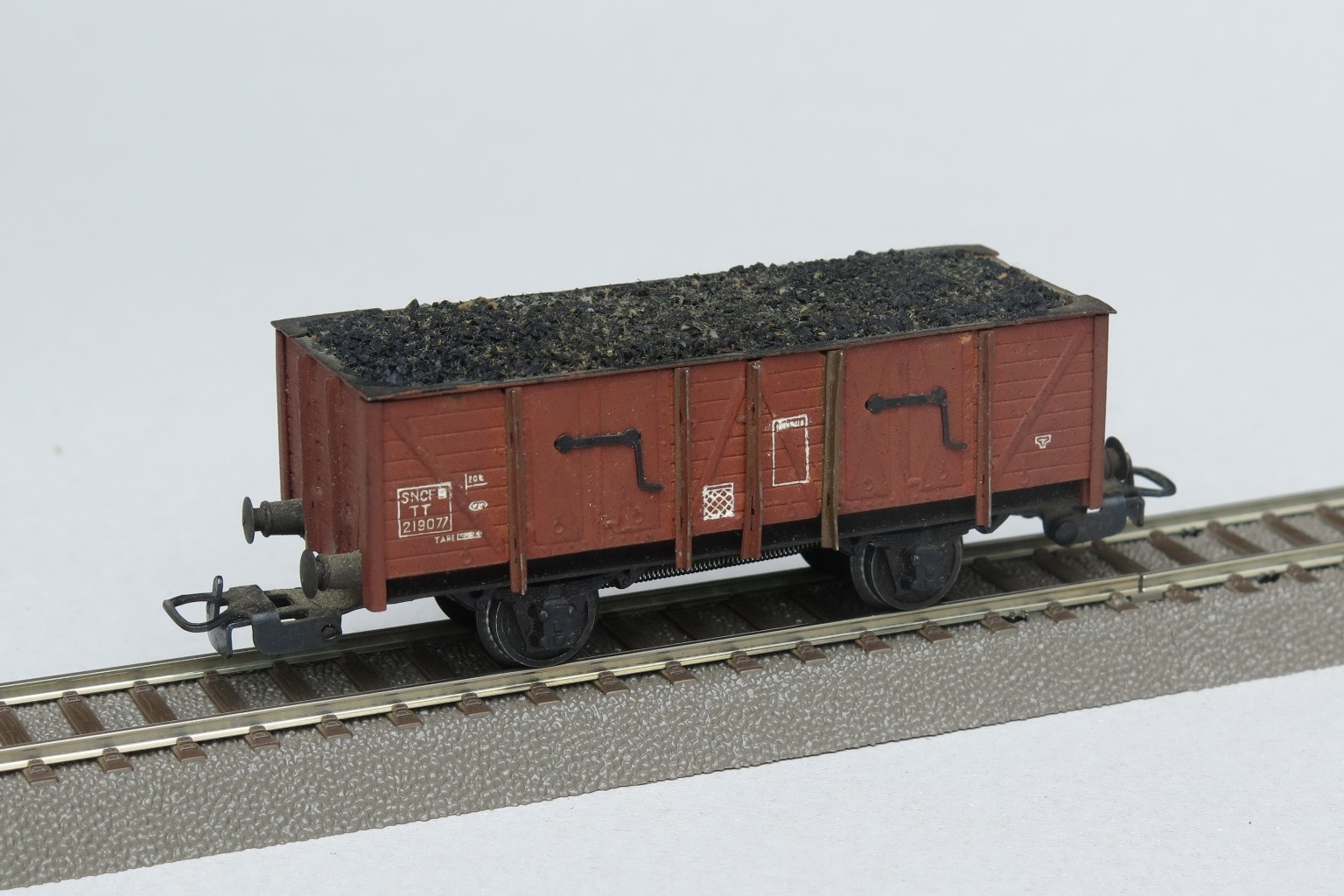
Un wagon tombereau référencé 29 C de VB.

L'entreprise est créée en 1943 (voire plus tôt). Jacques Antoine Vollon (petit-fils du peintre Antoine Vollon) et Albert Brun en sont les principaux protagonistes. En 1960, Vollon & Brun est revendue à la société Lines Bros (en) qui distribue la marque Tri-ang Railways (en) et veut s'implanter en France. Celle-ci la revend à son tour en 1962 à Daniel Lejeune, un photographe de métier, passionné de la marque. Mais il faut aussi compter sur un troisième homme René Robin (père de l'actrice Dany Robin) le directeur technique chargé de la recherche et du développement, également inventeur de nombreux procédés et brevets techniques. L'entreprise disparait en 1972.

## Production

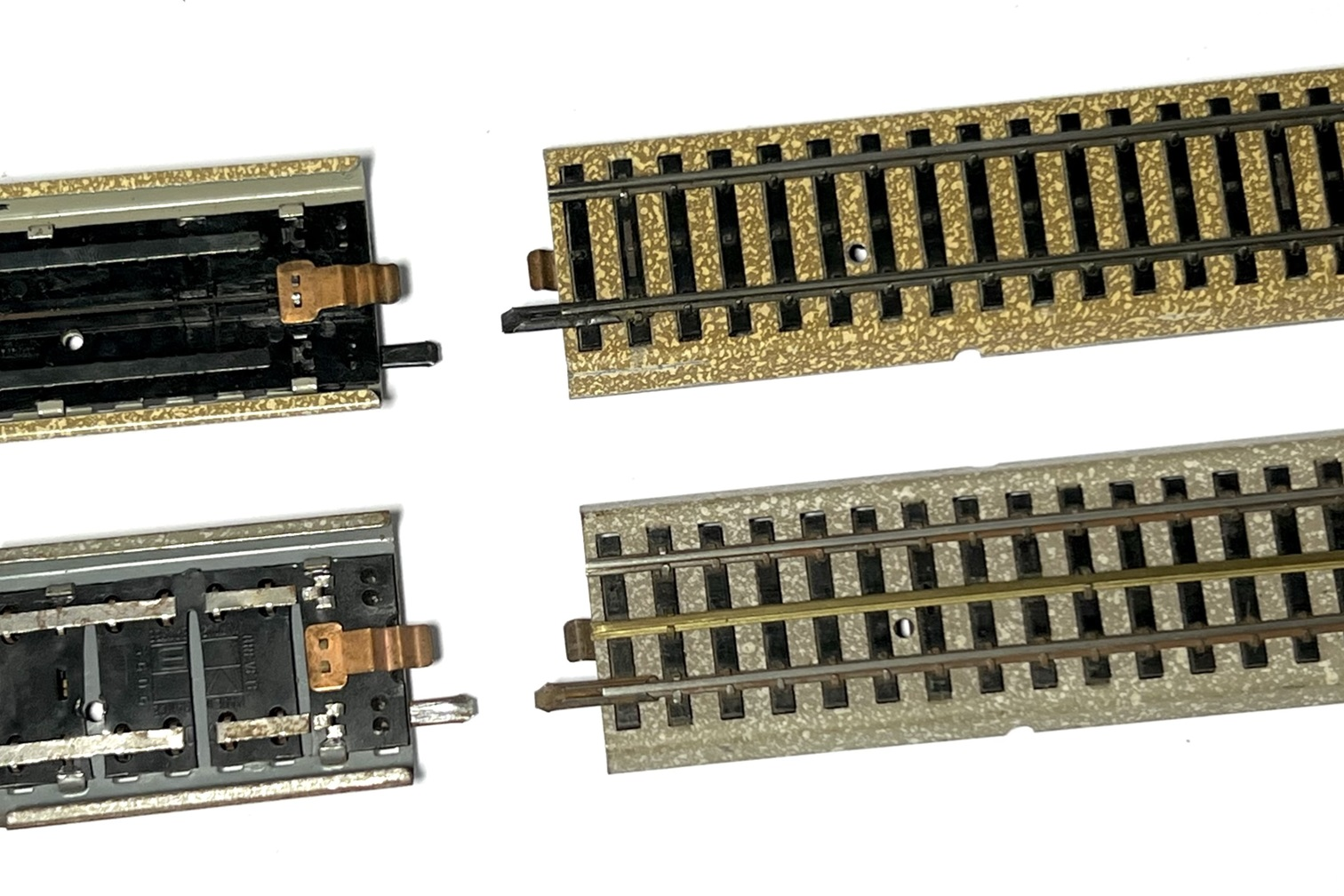
Différence entre la voie Märklin (licence VB) 1953-1957 en haut et Vollon & Brun 1945-1962 en bas.

La gamme est composée de voies, de caténaires, de wagons et de motrices (BB 9001, BB 9211, Z 5100, 060 DB-7) de l'époque. Il s'agit là d'un positionnement haut de gamme dans le milieu des trains en modèles réduits. La marque se distingue par une grande qualité de ses produits et leur fidèle reproduction à l'échelle HO.